# Heerlijkheid Rheda
De heerlijkheid Rheda was een rijksheerlijkheid binnen het Heilige Roomse Rijk. Het gebied was niet bij een kreits ingedeeld. Thans hoort Rheda bij de gemeente Rheda-Wiedenbrück. 

heerlijkheid Rheda

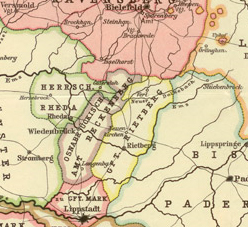
Kaart uit 1797. De heerlijkheid Rheda ligt ten westen van het Amt Reckenberg.

Omstreeks 1170 bouwt Widukind van Rheda de waterburcht Rheda bij een oversteekplaats in de Eems. Na zijn dood tijdens de kruistocht van keizer Frederik I komen de burcht en de heerlijkheid aan Bernhard II van Lippe. Na 1221 bouwt Herman II de burcht uit en verlegt zijn residentie van Lippstadt naar Rheda.
Bij de tweede deling van Lippe komt Rheda aan Bernhard V als deel van het nedergraafschap Lippe. Na zijn dood in 1364 maakt zijn schoonzoon Otto van Tecklenburg aanspraak op de hele erfenis maar slaagt er slechts in Rheda te behouden.
Tot 1707 is Rheda dan verbonden met het graafschap Tecklenburg. De laatste graaf uit het huis Schwerin, Koenraad, voert in 1527 zowel in Tecklenburg als in Rheda de reformatie in. Na zijn dood in 1557 komen Tecklenburg en Rheda aan zijn schoonzoon Everwijn I van Bentheim.
De strijd met het prinsbisdom Osnabrück eindigt in 1565 met het Reces van Bielefeld. Aan de graaf worden toegewezen: de
burcht en de stad Rheda, het grootste deel van de parochie Gütersloh, de parochies Herzebrock en Clarholz en de dorpen Ems en Nordrheda.
In 1674 is er een eigen tak in Rheda.
Na het verlies van het graafschap Tecklenburg aan Pruisen in 1707/29 is het gebied van Bentheim-Tecklenburg beperkt tot de heerlijkheid Rheda en het graafschap (Hohen-)Limburg.
Na 1803 maakt Pruisen als nieuwe vorst van Münster aanspraak op de soevereiniteit over Rheda. Bij de mediatiseringen van 1806 wordt de heerlijkheid niet betrokken. Pas in 1808 wordt Rheda door het groothertogdom Berg gemediatiseerd. Het Congres van Wenen wijst het in 1815 aan het koninkrijk Pruisen toe.

## Regenten
| regering     | naam                | geboren    | overleden  | familie    |
| ------------ | ------------------- | ---------- | ---------- | ---------- |
| 1364-1388    | Otto VI             | circa 1340 | 13-7-1388  |            |
| 1375-1426/30 | Nicolaas II         | circa 1370 | 1426/30    | zoon       |
| 1426/30-1450 | Otto VII            |            | 1450       | zoon       |
| 1450-1493    | Nicolaas III        |            | 1496       | zoon       |
| 1493-1526/34 | Otto VIII           |            | 1526/34    | zoon       |
| 1526-1557    | Koenraad            | 1493       | 16-3-1557  | zoon       |
| 1557-1562    | Everwijn III        | 1536       | 19-2-1562  | schoonzoon |
| 1562-1606    | Arnold III          | 2-10-1554  | 11-1-1606  | zoon       |
| 1606-1623    | Adolf               | 17-7-1577  | 5-4-1623   | zoon       |
| 1623-1674    | Maurits             | 31-5-1615  | 25-2-1674  | zoon       |
| 1674-1710    | Frederik Maurits    | 27-10-1653 | 13-12-1710 | zoon       |
| 1710-1768    | Maurits Casimir I   | 28-3-1701  | 2-6-1768   | zoon       |
| 1768-1805    | Maurits Casimir II  | 22-9-1735  | 4-11-1805  | zoon       |
| 1805-1806    | Maurits Casimir III | 18-6-1764  | 20-4-1806  | zoon       |
| 1806-1808    | Emiel Frederik      | 11-5-1765  | 17-4-1837  | broer      |